# Al-Aqsa-Konfrontationen 2023
Die al-Aqsa-Konfrontationen 2023 waren eine Serie gewalttätiger Auseinandersetzungen, die im April 2023 zwischen palästinensischen Gläubigen und israelischen Polizisten in der al-Aqsa-Moschee in Jerusalem stattfanden. Die Konflikte wurden durch die Anwesenheit jüdischer Gläubiger ausgelöst, die planten, zum Pessachfest eine Ziege auf dem Gelände zu opfern, um eine biblische Tradition wiederzubeleben. Dieses Ereignis fiel mit dem muslimischen Fastenmonat Ramadan und der christlichen Karwoche zusammen.
Mehrere Palästinenser wurden bei den darauffolgenden Auseinandersetzungen verletzt, und 400 von ihnen wurden von der israelischen Polizei innerhalb des al-Aqsa-Geländes festgenommen. Die Ereignisse haben die Spannungen zwischen Israelis und Palästinensern erhöht und internationale Aufmerksamkeit auf den anhaltenden Konflikt in der Region gelenkt.
Nach dem Vorfall gaben die Israelischen Verteidigungsstreitkräfte (IDF) bekannt, dass neun Raketen aus dem Gazastreifen auf Israel abgefeuert wurden.
Am 6. April erklärte die IDF, dass mindestens 34 Raketen aus dem Libanon abgefeuert worden seien. Die Raketen wurden angeblich von palästinensischen Fraktionen abgefeuert. Es gab keine unmittelbare Stellungnahme von der libanesischen Armee. In einer schriftlichen Erklärung bezeichnete die United Nations Interim Force in Lebanon (UNIFIL) die Situation als „äußerst ernst“ und forderte Zurückhaltung. UNIFIL-Chef Aroldo Lazaro stand nach Angaben der Organisation in Kontakt mit den Behörden beider Seiten.

## Hintergrund
Die Auseinandersetzungen fanden während einer Zeit erhöhter Spannungen statt, die auf das Zusammentreffen des muslimischen Fastenmonats Ramadan, des jüdischen Passachfests und der christlichen Karwoche zurückzuführen waren. Darüber hinaus ist die Lage aufgrund des israelisch-palästinensischen Konflikts allgemein sehr angespannt.

## Reaktionen
Palästinensische Gruppen verurteilten die Angriffe und bezeichneten sie als Verbrechen. Israelische Behörden verteidigten ihr Vorgehen und erklärten, es sei notwendig, die öffentliche Ordnung und Sicherheit aufrechtzuerhalten.
Der Leitende Sprecher für die Außenangelegenheiten der Europäischen Union, Peter Stano, sagte, dass die EU durch die Gewalt in der Al-Aqsa-Moschee in Jerusalem „zutiefst besorgt“ sei und alle Parteien in einer Zeit religiöser Feiertage zur Zurückhaltung aufrief.
Der Vorsitzende der Republikanischen Volkspartei der Türkei, Kemal Kılıçdaroğlu, verurteilte den Angriff.